# 那須市
那須市という自治体名はありません。
もしかして
- 那須 (曖昧さ回避)

ではありませんか？